# Oda Rostrup
Oda Rostrup, född Clausen 14 maj 1879 i Köpenhamn, död 25 oktober 1955, var en dansk skådespelare. Hon var under en period gift med skådespelaren Egill Rostrup.  
Rostrup medverkade sporadiskt i mindre filmroller 1913–1921. Fram till 1916 uteslutande för Kinografen och från 1919 huvudsakligen för Olaf Fønss på Astra Film.

## Filmografi (urval)
- 1913 – En stråmand
- 1913 – Svømmeren
- 1914 – Guld, der hævner
- 1921 – Silkesstrumpan